# Hochlinfjellet
Der Hochlinfjellet ist ein 2760 m hoher Berg mit Eiskappe im ostantarktischen Königin-Maud-Land. Er ragt östlich des Bergs Festninga aus dem Preuschoff-Rücken im Mühlig-Hofmann-Gebirge auf.
Norwegische Kartografen nahmen anhand von Luftaufnahmen und Vermessungen der Dritten Norwegischen Antarktisexpedition (1956–1960) eine neuerliche Kartierung vor und benannten den Berg nach Lars Hochlin (* 1929), Funker und Hundeschlittenführer bei dieser Forschungsreise.